# Gauche républicaine (1871-1885)
Pour les articles homonymes, voir Gauche républicaine.
La Gauche républicaine (1871-1885) est un groupe parlementaire français, à l'origine informel, issu de l'opposition républicaine située à gauche dans l'ancien Corps législatif sous le Second Empire, siégeant à l'Assemblée nationale (élue en 1871) au début de la Troisième République, puis à la Chambre des députés (à partir de 1876), avant de fusionner avec les radicaux de l'Union républicaine, pour former l'Union des gauches en 1885. 

## La formation de la Gauche républicaine
Elle réunit les républicains « modérés », de sensibilité libérale, aussi appelés Républicains opportunistes, et prend place entre l'extrême gauche radicale de Gambetta et le « Centre gauche » de Thiers. Ses principaux dirigeants sont Jules Grévy, Jules Ferry, président du Conseil en 1880-1881 et 1883-85, et Jules Simon.
Après le gouvernement d'Ordre moral de Mac Mahon, sous la première législature réelle de la Troisième République (1876-1877), la Gauche républicaine possède le groupe le plus important de la Chambre avec 193 députés. Mais elle doit batailler ferme contre le président de la République, Mac Mahon, de tendance monarchiste, élu par l'Assemblée précédente. Le conflit aboutit à la crise du 16 mai 1877 qui entraîne la dissolution de la Chambre. Les élections qui suivent ayant cependant reconduit la majorité républicaine, Mac Mahon finit par démissionner (en 1879), laissant cette fois le champ libre aux modérés, menés par Gambetta.

## Le glissement au centre droit: les années 1880
Dès lors, la Gauche républicaine, dont le principal représentant, Jules Grévy, accède à la présidence de la République, domine le jeu politique pour les vingt années à venir.
C'est en son sein que la plupart des ministres et hauts fonctionnaires sont choisis.
Le mot « gauche » est dû à la position de ce groupe dans l'hémicycle face aux monarchistes qui siègent à droite, et à une tendance récurrente de la politique française, dite du « sinistrisme ». 
Avec le renforcement des radicaux, incarnés par Clemenceau, ennemi acharné de Jules Ferry, l'entrée des socialistes, et parallèlement l'affaiblissement puis la disparition des Monarchistes et bonapartistes, qui se rallient progressivement à la République, la Gauche républicaine ne tarde pas à glisser vers le centre droit. 
En février 1882, après la chute du « Grand ministère » de Léon Gambetta, le groupe prend le nom d'« Union démocratique ». Ses membres soutiennent tous les ministères qui se succèdent jusqu'en 1885, formant la « majorité ministérielle ».
Après les élections législatives de 1885, le groupe fusionne avec les deux autres tendances opportunistes dans l'Union des gauches : 
- l'Union républicaine ;
- les derniers membres du Centre gauche.

Du point de vue de la continuité historique des courants politiques, on peut considérer que la Gauche républicaine de 1871 est l'ancêtre de la droite parlementaire actuelle[réf. nécessaire].

## Membres notables
Membres du bureau du groupe à l'Assemblée nationale puis à la Chambre des députés
- Emmanuel Arago (membre du comité directeur en 1873)[1]
- Jean-Baptiste Billot (membre du comité directeur en 1873)[1]
- François Carquet (secrétaire en 1871)[2]
- Hippolyte Carnot (membre du comité directeur jusqu'en 1873)[1]
- Sadi Carnot (secrétaire en 1871-1876)[3]
- Adolphe Cochery (questeur en 1877)[4]
- Paul Devès (président en 1880)[5]
- Philippe Devoucoux (membre du comité directeur en 1877[4], président en mai 1877)[6]
- Charles Duclerc (vice-président en 1874)[7]
- Pascal Duprat (vice-président en 1877)[4]
- Léopold Faye (questeur en 1872)[8]
- Jules Ferry (président en 1875[9], membre du comité directeur en 1877)[4]
- Albert Grévy (secrétaire en 1871[2], président en 1872[8] et 1876[10], membre du comité directeur en 1873[1] et 1877)[4]
- Victor Guichard (vice-président en 1880)[11]
- Charles Guillemaut (membre du comité directeur en 1872)[8]
- Gustave Humbert (président en 1871[2], membre du comité directeur en 1872)[8]
- Léon Journault (secrétaire en 1877)[4]
- Oscar de Lafayette (vice-président en 1871)[2]
- Louis Laget (membre du comité directeur en 1872)[8]
- Bernard Lavergne (membre du comité directeur en 1877[4], président en 1879)[12]
- Désiré Médéric Le Blond (membre du comité directeur jusqu'en 1873[1], président en 1877)[4]
- Philippe Le Royer (membre du comité directeur en 1872[8], vice-président puis président en 1873)[1]
- Henri Lévêque (secrétaire en 1872)[8]
- Eugène Lisbonne (vice-président en 1877)[4]
- Pierre Magnin (vice-président en 1872)[8]
- François Malézieux (membre du comité directeur en 1872)[8]
- Camille Margaine (questeur en 1877)[4]
- Frédéric Mestreau (membre du comité directeur jusqu'en 1873)[1]
- Charles Rolland (questeur en 1872)[8]
- Armand Rousseau (membre du comité directeur en 1872)[8]
- Camille Sée (secrétaire en 1877)[4]
- Jules Simon (vice-président en 1873[1], président en 1874)[7]
- Henri Varroy (secrétaire en 1871)[2]

Membres du bureau du groupe au Sénat
- Emmanuel Arago (président à partir de mai 1877)[6]
- Hippolyte Carnot (président en 1885)[13]
- Jules Favre (membre du comité directeur en 1879)[12]
- Ferdinand Hérold (questeur en 1877)[14]
- Désiré Médéric Le Blond (vice-président en 1879[12], président en 1880)[15]
- Philippe Le Royer (vice-président en 1877[6], président en 1878)[16]
- Pierre Magnin (président jusqu'en mai 1877)[17]
- César Malens (secrétaire en 1877)[6]
- Paul-Alexandre Robert de Massy (vice-président en 1879)[12]
- Charles Mazeau (secrétaire en 1877)[6]
- Hippolyte Ribière (président en 1884)[18]
- Jules Simon (membre du comité directeur en 1879)[12]